# Ferma foulard

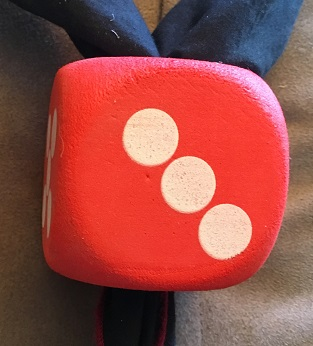
Un fermafoulard a forma di dado

Un ferma foulard scout, o portafazzolettone, è un oggetto che fa parte parte dell'uniforme scout utilizzato per tenere unite le estremità del foulard scout.
Alle origini dello scautismo il fazzolettone era semplicemente annodato con un nodo da cravatta, ma sin dagli anni 1920 prese piede l'uso di utilizzare un qualche tipo di "anello" per stringere velocemente il foulard intorno al collo.
La forma più classica del ferma foulard è la testa di turco, ma non vi sono limiti nelle fogge o nei materiali utilizzabili. Di fatto il fermafoulard è l'unica parte dell'uniforme personalizzabile.

## Fermafoulard Gilwell

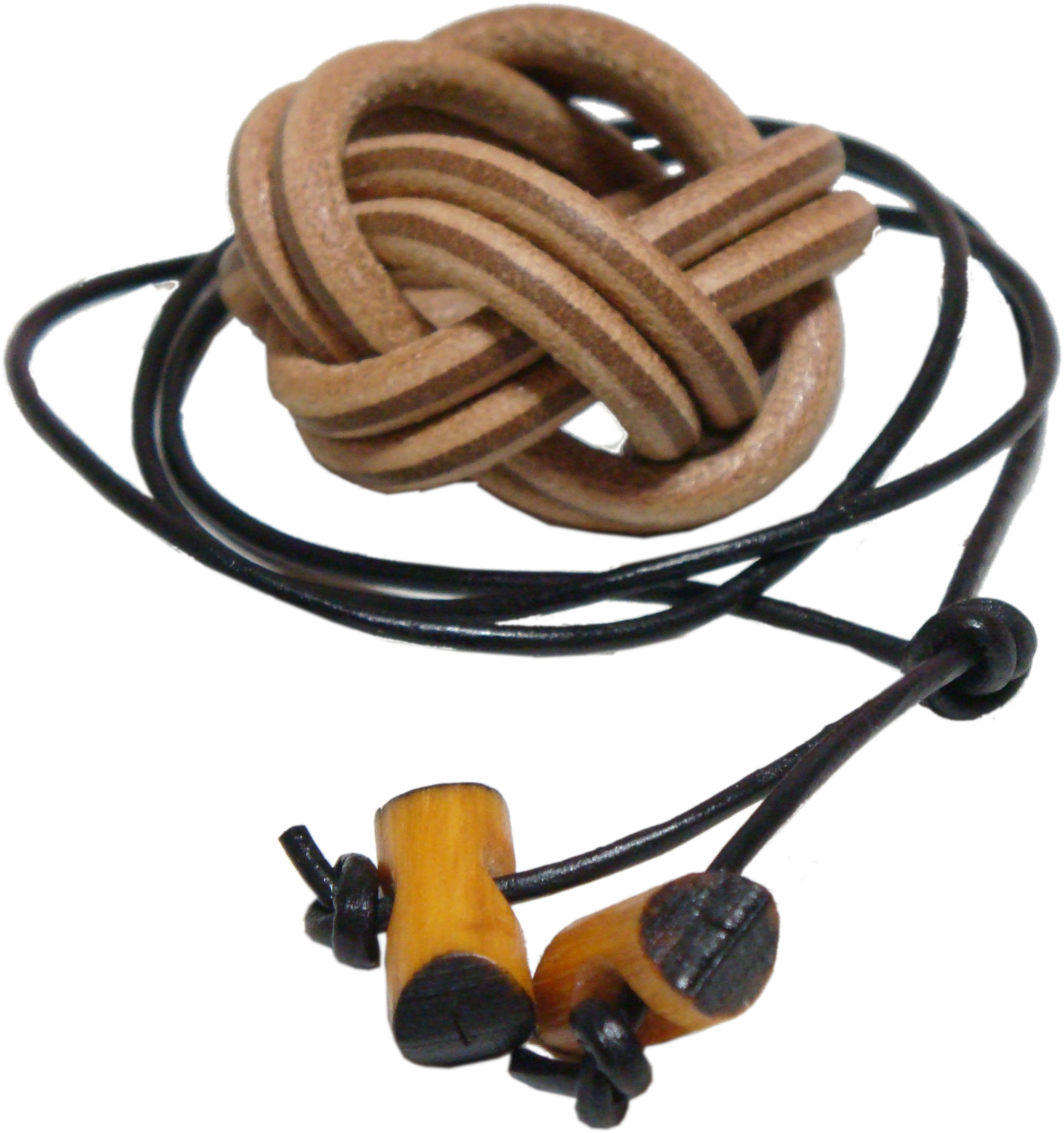
Testa di turco e "tizzoni"

Il Gilwell woogle è realizzato intrecciando due giri di cuoio a sezione rotonda in un nodo a testa di turco (o testa di moro) e fa parte del corredo del Wood Badge
Il primo modello fu realizzato da Bill Shankley, uno dei due impiegati permanenti di Gilwell Park, che lo costrì da una cinghia di cuoio utilizzata nelle macchine da cucire.
L'originale Gilwell woggle di Shankley è conservato nello Scout Heritage Museum in Tasmania.